# Гра в кальмара: Випробування
Гра в кальмара: Випробування (англ. Squid Game: The Challenge) — британське змагальне реаліті-шоу, засноване на південнокорейському драматичному серіалі «Гра в кальмара». У шоу беруть участь 456 гравців (другий найбільший склад в історії реаліті-шоу після «Beast Games»), які змагаються за 4,56 мільйона доларів США, другий за величиною грошовий приз в історії реаліті-шоу.
Оригінальне шоу Netflix було створене у співпраці між незалежними телевізійними компаніями «Studio Lambert» і «Garden», причому «Studio Lambert» була на чолі фізичного виробництва у Великобританії. Перші 5 епізодів шоу були випущені на міжнародному рівні 22 листопада 2023 року на Netflix. Епізоди 6–9 вийшли 29 листопада, а епізод 10, фінал, — вийшов 6 грудня.
Шоу було № 1 у списку 10 найкращих англомовних шоу Netflix протягом перших двох тижнів після виходу. Його переглянули 20,5 мільйонів за перший тиждень, 11,4 мільйона — за другий і 6,6 мільйона — за третій, загалом, понад 224 мільйони годин перегляду протягом перших 21 днів. 6 грудня 2023 року, перед випуском фіналу першого сезону, Netflix оголосив про замовлення другого сезону.

## Епізоди
Перші п'ять були випущені 22 листопада 2023 року. Епізоди 6–9 були випущені 29 листопада, тоді як епізод 10 (фінал) був випущений 6 грудня.
| № серії | Назва серії                     | Оригінальна дата виходу |
| --- | ------------------------------- | ----------------------- |
| 1 | «Червоне світло, зелене світло» | 22 листопада 2023       |
| 456 гравців змагаються, щоб виграти 4,56 мільйона доларів США (приблизно 3,6 мільйона фунтів стерлінгів), найбільший акторський склад і другий за величиною грошовий приз в історії змагальних реаліті-шоу. Гравці беруть участь у відбіркових іграх і «випробуваннях». Під час початкової активності кілька гравців були вилучені в перших двох раундах, отримавши «постріл» (пакети з барвниками по їхній формі). Тоді, у грі під назвою «Червоне світло, зелене світло», гравці мали п’ять хвилин, щоб перетнути арену, не потрапивши на очі роботу-дівчині. Вибуло 259 гравців. У «тесті на прийняття рішення», під час чищення моркви між іграми, двом гравцям було надано можливість усунути одного гравця. Перед грою «Далґона» гравців просили стати в чотири лінії. Одного гравця з кожної лінії попросили домовитися, яким групам (включно з ними самими) буде призначено чотири форми далґони (коло, трикутник, зірка та парасолька). Коли чотири гравці не змогли дійти згоди за дві хвилини, вони вибували. Наступні четверо також не змогли погодитися. |                                 |                         |
| 2 | «Чоловік із парасолькою»        | 22 листопада 2023       |
| Остання гра продовжилася у другому епізоді. Третій сет із чотирьох гравців зміг прийняти рішення. Потім гравцям було доручено викарбувати форму цукерки Далґона за допомогою голки. У цій грі вибуло 69 гравців. У «Телефонному тесті» між іграми в гуртожиток надали телефон. Один гравець підняв трубку і отримав особливе частування гамбургером і картоплею фрі. Коли телефон задзвонив вдруге, той самий гравець знову підняв трубку, і йому сказали, що, щоб уникнути вибуття, йому потрібно буде переконати іншого гравця також підняти трубку. |                                 |                         |
| 3 | «Війна»                         | 22 листопада 2023       |
| Епізод починається з того, що гравцеві «телефонного тесту» не вдається переконати іншого гравця взяти трубку, і його виключають. У грі цього епізоду гравцям було доручено створити вісім команд, розділених порівну. Потім команди були протиставлені одна одній, щоб зіграти наступну гру, варіанті морського бою. Після визначення капітана та лейтенанта команди повинні були розмістити човни на ігровій дошці та посадити гравців у човни. Коли всі човни були розміщені, команди вистрілили «ракетами» в ігрове поле іншої команди, щоб потопити кораблі. Команда, яка першою потопить два кораблі, виграє раунд. Усі гравці на затонулих кораблях, а також капітан і лейтенант команди, що програла, були усунені, а всі інші гравці (включно з гравцями команди, що програла на вцілілих човнах) пішли далі. Вибуло 45 гравців. |                                 |                         |
| 4 | «Ховатися ніде»                 | 22 листопада 2023       |
| Після цього відбувся «тест на голосування», під час якого гравцям сказали, що кожен з них проголосує за одну особу, яку потрібно виключити. Щойно проти гравця голосували, він відображався на екрані. Троє лідерів голосування вибули. |                                 |                         |
| 5 | «Перепочинок»                   | 22 листопада 2023       |
| Під час тесту «Джек-стрибунець» п’ятьом добровольцям дали джека-стрибунця із завданнями, які вони мали виконати, щоб усунути інших гравців. Загалом у цьому тесті було виключено сім гравців. |                                 |                         |
| 6 | «Прощання»                      | 29 листопада 2023       |
| У грі «Марблз», за успішне виконання рутинної роботи у відведений час, гравцям влаштовували пікнік, де вони сиділи парами. У кошиках були заховані кульки, і гравцям було сказано, що їхніми суперниками в грі «Марблз» буде людина, з якою вони провели пікнік. Гравець, у якого не було партнера, був обраний бути у безпеці протягом раунду. Вибули 32 гравці. Решта гравців отримали завдання визначитися з капітаном, що вони й зробили. Тоді «капітану» повідомили, що він разом із 19 іншими перейде до гри 5, і що наступним випробуванням буде «випробування на вірність». Йому сказали вибрати одного союзника з групи, щоб просуватися разом з ним. Цей вибір викликав ефект доміно, коли кожен обраний гравець вибирав іншого, створюючи ланцюжок вірності. Тест завершиться в наступному епізоді. |                                 |                         |
| 7 | «Друг чи ворог»                 | 29 листопада 2023       |
| Епізод починається з завершення «випробування на вірність». Одинадцять невідібраних гравців вибули. Після цього з’явився «Скляний міст», який містив сімнадцять пар скляних плиток. Кожна пара мала одну безпечну та одну небезпечну плитку. Гравці, кожному з яких присвоєно унікальний номер від 1 до 20, послідовно перетнули міст протягом 30 хвилин. Неправильний вибір призводив до усунення з гри. Щоб додати грі непередбачуваності, гравцям було дано вказівку вибрати плюшевого ведмедика з крану. Кожен ведмідь був пов’язаний із прихованим конкретним номером, який потім потрібно було призначити іншому гравцеві, встановлюючи послідовність, у якій учасники змагань братимуть участь у грі. |                                 |                         |
| 8 | «На крок ближче»                | 29 листопада 2023       |
| Епізод починається з завершення гри «Скляний міст», коли залишилося дванадцять гравців. У «Іспиті на кубик» гравці по черзі кидали кубики. Перед кидком вони номінували своє ім'я або ім'я іншого гравця. Якщо випало «6», номінована особа вибувала. Гра була зупинена після вибуття трьох гравців. |                                 |                         |
| 9 | «Коло довіри»                   | 29 листопада 2023       |
| У передостанньому епізоді гравцям була представлена змінена версія хедз-ап, севен-ап. Їм зав’язали очі та посадили за парти в коло з подарунковою коробкою на центральному подіумі. Після постукування гравець таємно знімав пов’язку з очей, брав подарункову коробку, ставив її на стіл іншого гравця, а потім повертав пов’язку на очі. Усі знімали пов’язки з очей, а гравець із коробкою вгадував, хто її поставив. Якби вони вгадали правильно, дарувальник був би усунений; якщо ні, вони будуть усунені. Таким чином вибуло шість гравців. |                                 |                         |
| 10 | «Один удалий день»              | 6 грудня 2023           |
| У «Випробуванні кнопок» трьох гравців пригощали бенкетом за трикутним столом. На подіумі посередині були три кнопки. Кожен мав натиснути кнопку. Якщо вона світиться зеленим, цей гравець рухатиметься далі та вибере іншого гравця, щоб приєднатися до нього. Якщо вона світилася сірим — нічого не ставалося. Якщо вона світиться червоним — гравець буде виключений. У фіналі двоє гравців стояли на очах сітки у формі кальмара. У верхній і нижній частині сітки були сейф і скринька з ключами. Обидва гравці зробили хід у камінь-ножиці-папір. Переможець вибрав зі скриньки ключ і пробував відкрити сейф. У разі невдачі гра продовжувалася. Перемагав гравець, який підібрав ключ і відімкнув сейф. Мей (287) виграла конкурс. |                                 |                         |

## Виробництво
У червні 2022 року було оголошено, що Netflix замовив виробництво шоу.

### Кастинг
Прийом заявок на участь у шоу розпочався в червні 2022 року, коли на YouTube було опубліковано відео з оголошенням. Netflix шукав учасників з усього світу, але вимагав, щоб вони були англомовними. У вересні 2022 року стрімінговий сервіс оголосив останній кастинг. Приблизно 81 тис. подали заявки на участь у конкурсі.
З 456 реальними гравцями, телепередача стверджує, що має найбільший акторський склад в історії реаліті-шоу. Більшість гравців зі Сполучених Штатів, їм за 20 років, і вони — чоловіки.

### Зйомки
Зйомки почалися в січні 2023 року на двох студіях у Великій Британії, — «Cardington Studios» у Бедфорді та на шести гігантських звукових сценах у Баркінгу.
З'явилася інформація про те, що для лікування реальних травм, отриманих під час зйомок шоу, викликали швидку допомогу. Кілька гравців стверджували в інтерв'ю, що «Червоне світло, зелене світло» насправді тривав 7 годин, коли гравцям доводилося тримати пози до 30 хвилин. Netflix заперечив серйозність повідомлень, заявивши, що травми були легкими та що вони дбають про здоров'я та безпеку акторів і знімальної групи. Місцева служба швидкої допомоги також заявила, що її не викликали до студії. Управління з охорони праці Британії оцінило виробництво після цих скарг і не виявило жодних проблем, які б змусили вжити заходів. Двоє неназваних гравців шоу погрожували подати в суд на Netflix після того, як стверджували, що під час зйомок у них була гіпотермія.

### Чесність і умови гри
Чотири учасники «Гри в кальмара: Випробування» заявили, що ігри були «підтасовані» та що умови зйомок були поганими. Наприклад, для гри «Червоне світло, зелене світло» гравці були змушені грати в неопалюваному ангарі понад дев'ять годин, а медики доглядали за тими, хто не витримав низьких температур. Крім того, в цій грі були гравці, які дійшли до фінішу, але все одно вибули. Один гравець також заявив, що бачив іншого гравця, який був усунений, але все одно зміг приєднатися до гри.

## Сприйняття

### Перегляди
За перший тиждень після виходу (20–26 листопада 2023 року) «Гра в кальмара: Випробування» було найпопулярнішим шоу на Netflix у всьому світі, з 85,7 мільйонами годин перегляду. Того ж тижня програма посіла перше місце в 74 країнах, включаючи США та Великобританію, і увійшла до десятки найкращих ще в 19 країнах.
Програма утримувалася на першому місці на Netflix протягом другого тижня (27 листопада — 3 грудня 2023 року), отримавши 11,4 мільйона переглядів і 85 мільйонів годин перегляду. Того ж тижня вона була в десятці найкращих у катеогрії «Телебачення» в 91 країні. Телегра також підняла оригінальний драматичний серіал «Гра в кальмара» до сьомого місця в списку неангломовних серіалів із 1,5 мільйонами переглядів того тижня.
На третьому тижні після виходу Гра в кальмара: Випробування посіла третє місце у світі. Вона отримала ще 6,6 мільйона переглядів і 54,1 мільйона годин перегляду.

### Критика
Шоу було неоднозначно сприйняте критиками та глядачами. На Rotten Tomatoes рейтинг схвалення серіалу становить 45 % на основі 44 оглядів із середнім балом 5,8/10. Консенсус критиків веб-сайту гласить: «Випробування може викликати звикання завдяки справжній винахідливості декорацій Гри в кальмара, але абсолютно пряме відтворення сатири оригінальної серії надає цьому спінофу бездушний присмак». Metacritic дав середню оцінку 52 зі 100 на основі 22 відгуків критиків, вказуючи на «змішані або посередні відгуки».
Раян Сміт написав у «Newsweek»: «Новий спіноф захоплюючої корейської драми від Netflix не тільки досяг успіху, але й тріумфує, показавши на екранах одне з найпереконливіших телезмагань десятиліття». У «Financial Times» Ден Ейнав проголосив, що «мегахіт Netflix стає неймовірним реаліті-шоу», тоді як «Radio Times» стверджує, що Гра в кальмара: Випробування «не тільки відповідає оригіналу, але з новими поворотами, викликами, і реальним призовим фондом, який поставлений на карту, є навіть більш насиченим, ніж хіт-шоу». У Vulture Ніколас Куа сказав: «Гра в кальмара: Випробування не тільки кваліфікується як з біса хороше реаліті-шоу, але навіть служить несподівано ефективною адаптацією оригінальної K-драми. Ігрове шоу використовує мову сучасного реаліті-шоу, щоб у власний дивний спосіб реалізувати теми притчі Дон Хьока про капіталізм, який перетирає людей у пил». Куа зробив висновок: «Гра в кальмара: Випробування — це не просто хороше реаліті-шоу. Це морально праведне». У статті «The Guardian» критик Ребекка Ніколсон сказала: «Реальна версія драми Netflix — це грандіозне, захоплююче видовище, яке змусить вас кричати в телевізор до кінця першої серії».
Деякі критики вважають, що версія без сценарію втрачає суть драми. The Hollywood Reporter назвав це «розширенням бренду, яке принципово неправильно розуміє, що бренд повинен був представляти в першу чергу», продовжуючи: «ви можете вилучити антикапіталізм із Гри в кальмара, але капіталізм завжди знайде спосіб підняти свою потворну голову». У The Telegraph Джаспер Різ сказав, що «рімейк реаліті-шоу не втрачає жодної напруги чи інтриги» драми, продовжуючи: «Я… з нетерпінням дізнаюся, наскільки безжальними можуть бути останні вижилі, керовані доларом». Чейз Хатчінсон з «Collider» вважає шоу «безсоромним і опортуністичним» і дійшов висновку, що «якби корумповані сили капіталізму можна було перетворити на розбірливий труп телебачення, це виглядало б як Гра в кальмара: Випробування».

## Нагороди і номінації
| Рік  | Нагорода                                         | Категорія                                                                                  | Номінант(-и)                                           | Результат    | Прим.         |
| ---- | ------------------------------------------------ | ------------------------------------------------------------------------------------------ | ------------------------------------------------------ | ------------ | ------------- |
| 2024 | Премія Гільдії художників-постановників США      | Досконалий дизайн виробництва для естрадних, реаліті або конкурсних шоу                    | Матьє Вікс і Бенджамін Норман (за "Війна")             | Перемога     | [ 36 ]        |
| 2024 | BPG Awards                                       | Найкращі розваги                                                                           | Гра в кальмара: Випробування                           | Перемога     | [ 37 ]        |
| 2024 | Нагорода Королівського телевізійного суспільства | Розваги                                                                                    | Гра в кальмара: Випробування                           | Перемога     | [ 38 ]        |
| 2024 | Премія БАФТА у телебаченні                       | Премія Британської телевізійної академії за найкращий реаліті та сконструйований факт      | Гра в кальмара: Випробування                           | Перемога     | [ 39 ]        |
| 2024 | Вибір народу                                     | Конкурсне шоу року                                                                         | Гра в кальмара: Випробування                           | Номінація    | [ 40 ]        |
| 2024 | Нагорода Гільдії продюсерів Америки              | Видатний продюсер ігрового та змагального телебачення                                      | Гра в кальмара: Випробування                           | Номінація    | [ 41 ] [ 42 ] |
| 2024 | Нагороди Emmy Awards у сфері творчості           | Премія «Еммі» за найкращий кастинг для реаліті-шоу                                         | Рейчел Стаббінс, Емма Ширер, Робін Касс і Еріка Добрін | Номінація    | [ 43 ]        |
| 2024 | Нагороди Emmy Awards у сфері творчості           | Премія «Еммі» за видатну режисуру реаліті-програми                                         | Дікон Рамзі (за «Червоне світло, зелене світло»)       | Номінація    | [ 43 ]        |
| 2024 | Нагороди Emmy Awards у сфері творчості           | Премія «Еммі» в прайм-тайм за видатний дизайн-постановку для естрадного чи реаліті-серіалу | Метью Вікс, Бен Норман і Ліззі Чемберс (за «Війна»)    | Номінація    | [ 43 ]        |
| 2025 | Премія Артіос                                    | Видатні досягнення в кастингу — реаліті-серіал (змагання)                                  | Еріка Добрін, Робін Касс, Крістофер Бернлі, Тоні Мірос | В очікуванні | [ 44 ]        |